# Langsamverkehr

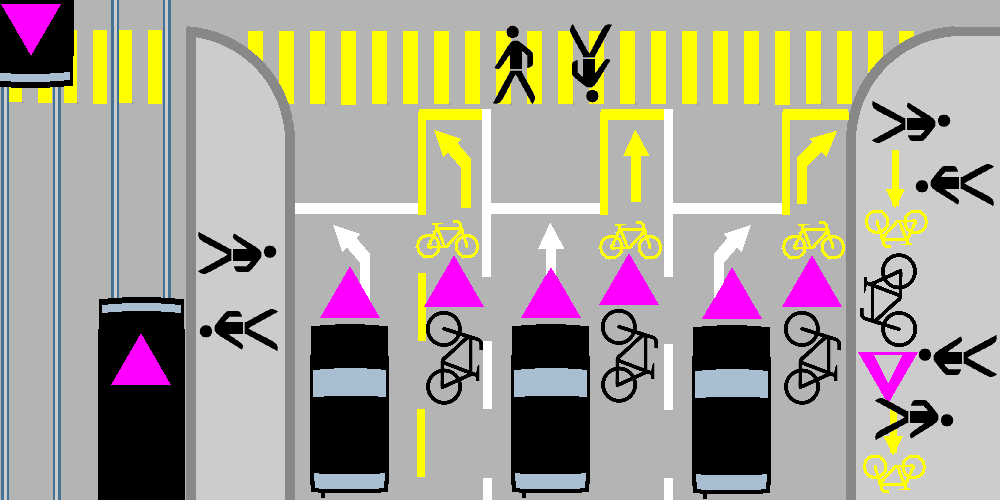
Verkehrsplanung mit Berücksichtigung des Langsamverkehrs

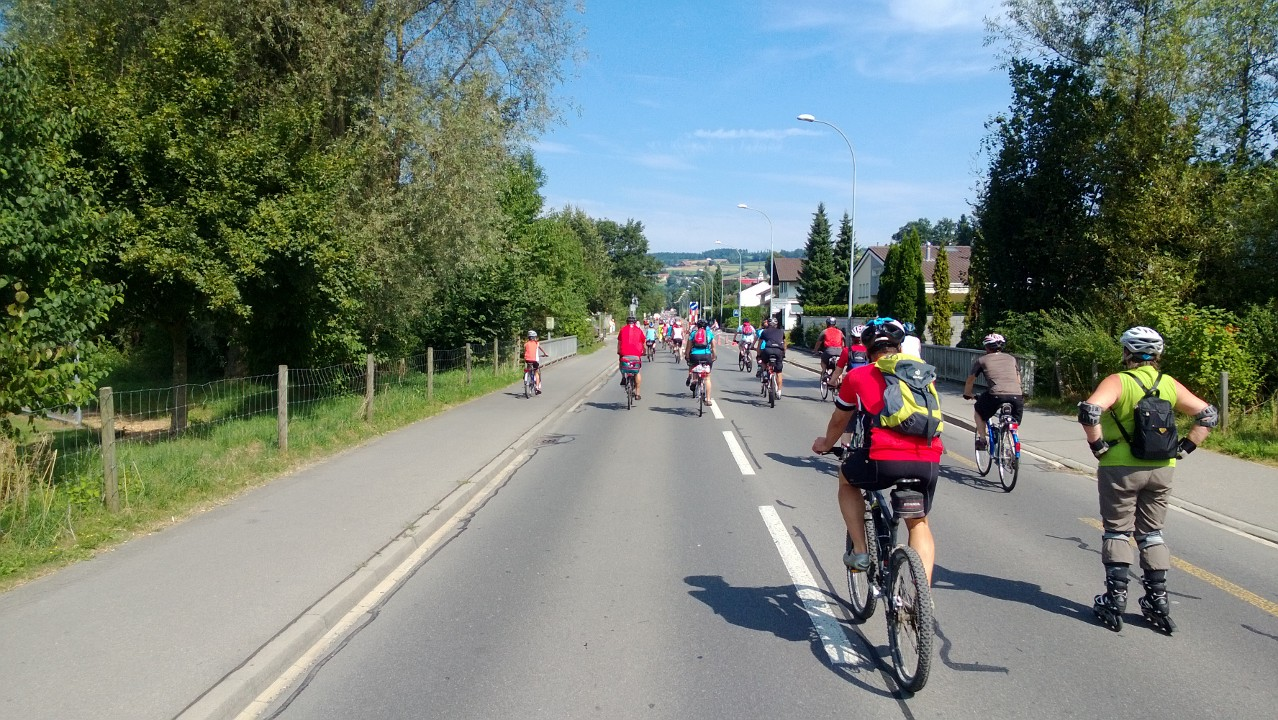
Langsamverkehr am Sempachersee

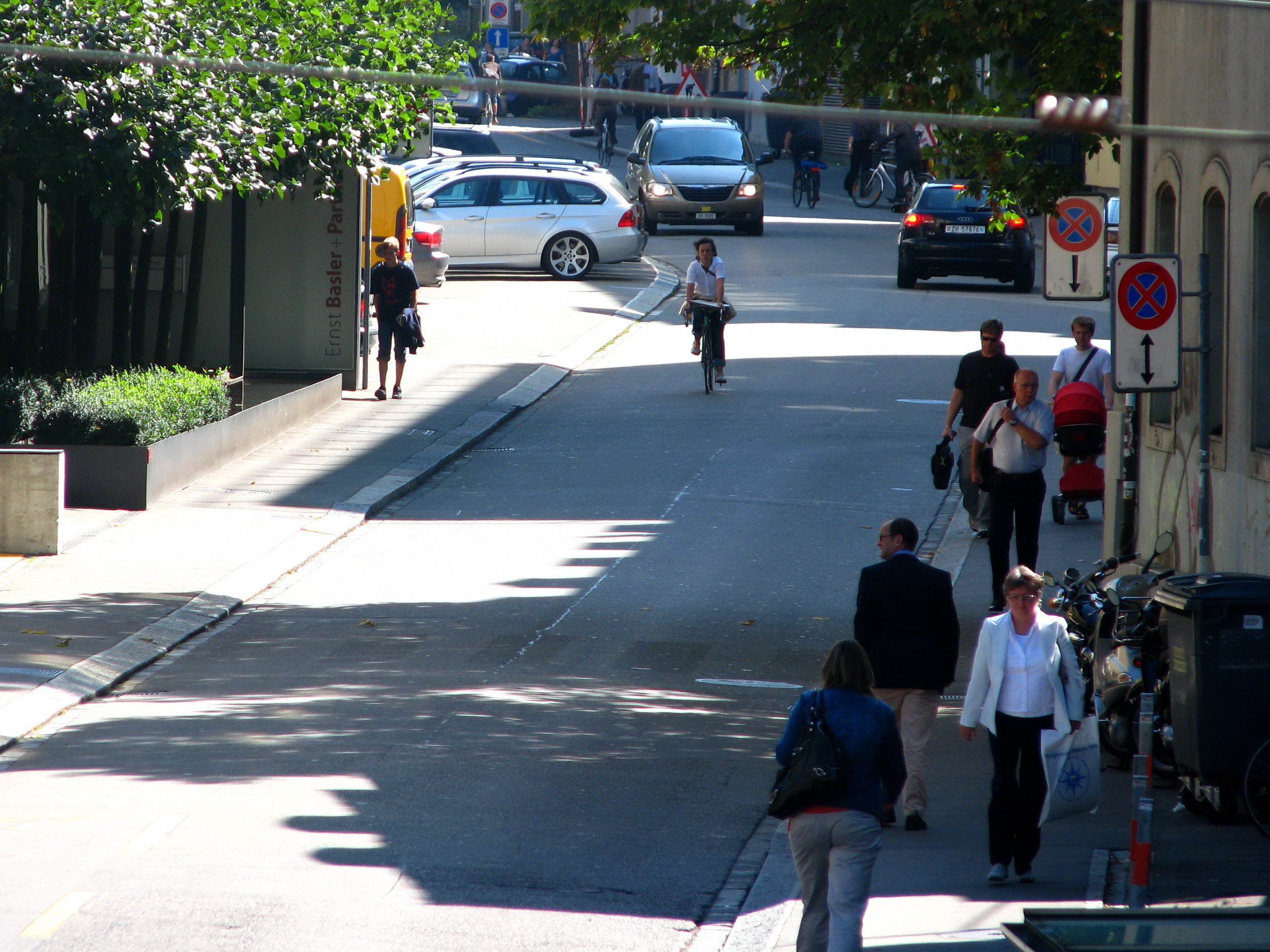
Der grösste Teil des Verkehrsraums ist für Motorfahrzeuge vorgesehen.

Unter dem Begriff Langsamverkehr werden in der Schweiz die nicht-motorisierten, durch (menschliche) Muskelkraft angetriebene Fortbewegungsarten zu Fuss, auf Rädern oder auf Rollen zusammengefasst.
Gemäss dem Leitbild des Eidgenössischen Departements für Umwelt, Verkehr, Energie und Kommunikation umfasst Langsamverkehr insbesondere Fussverkehr und Wandern, Velo fahren (auch mit Mountainbikes, Renn- und Liegevelos), sowie Fortbewegung mit fahrzeugähnlichen Geräten wie z. B. Inline-Skaten.
Entlang der Hauptstrassen wird unter dem Begriff Langsamverkehr der Verkehr der Fussgänger und der Velofahrer verstanden. Im historischen Kontext fallen z. B. auch Pferde- und Kuhfuhrwerke unter den Begriff.
Nicht zum Langsamverkehr werden wintersportliche Aktivitäten (z. B. Langlauf, Schneeschuhlaufen), das Reiten sowie Wasser- und Luftverkehrsformen (z. B. River Rafting, Paragliding) gezählt.
ViaStoria und das Bundesamt für Strassen (ASTRA) unterscheiden drei zeitliche Phasen:
- 1870–1950: Langsamverkehr zwischen Veloboom und Massenmotorisierung
- 1950er- bis 1980er-Jahre: Der Langsamverkehr in der Defensive
- Der Langsamverkehr nach der umweltpolitischen Wende in den 1970er-Jahren